# 五軍營
五軍營是明代京營三大營之一（其餘兩營為神機營及三千營）。
明太祖時設大都督府，以節制中外諸軍，京城內外置大小二場，分教四十八衛卒。成祖北遷後，增為七十二衛。永樂八年（1410年）始分步騎軍為中軍，左右掖，左右哨，稱為五軍。除在京衛所外，每年又分調中都、山東、河南、大寧各都司兵16萬人，輪番到京師操練，稱為班軍。十二营、围子手营、幼官舍人营、殚忠营、效义营附五军营中。五军营设提督内臣一人，武臣二人，掌号头官二人，大营坐营官一人，把总二人。各军营设坐营官一人，马、步军队把总各一人。 平时操练营阵。皇帝亲征时，五军分驻于外，为作战主力。
軍前衛、牧馬所、騰驤左衛、騰驤右衛、茂陵衛、獻陵衛、龍虎衛、蕃牧所、通州左衛、留守中衛、大寧中衛、永陵衛、留守右衛、永清左衛、神武中衛、景陵衛、羽林前衛、通州右衛、忠義前衛、龍驤衛、奠靖所、康陵衛、神策衛、瀋陽左衛、瀋陽右衛、義勇前衛，以上衛分隸五軍營。